# Oliver Robins
Oliver Robins, född 22 juli 1971, är en amerikansk barnskådespelare, mest känd för rollen som Robbie Freeling i Poltergeist-filmerna.

## Filmografi (i urval)
- 1982 – Don't Go to Sleep
- 1982 – Poltergeist
- 1986 – Poltergeist II – Den andra sidan